# Стал, Рон
Рон Стал (нидерл. Roon Staal) — нидерландский певец-композитор и актёр мюзиклов.

## Биография
Рон начал заниматься музыкой с детства и с пяти лет выступал в церковном хоре. Первые выступления на публике состоялись в ходе гастролей церковного хора в Польше. С 1991 года дебютировал в качестве актёра в мюзикле «Отверженные», а позже в 2002 году сыграл главную роль в голландской постановке рок-оперы Томми в туре с Королевским голландским оркестром по Нидерландам.
Началом сольной музыкальной карьеры можно считать выпуск первого компакт-диска с песней «Help me through the night», написанной дядей Рона Эде Сталом. Позже были записаны другие песни, написанные Роном, многие из которых стали популярны на радиостанциях севера Нидерландов. Первый студийный альбом «The Journey» был записан в 2010 году. После этого Роон ежегодно гастролирует по Нидерландам и другим странам Европы.
В 2011 году Рон Стал впервые выступил в России, в большом зале Приморской краевой филармонии. Творчество Рона было тепло встречено российской публикой, и он вернулся в Россию с концертами в 2013 и 2015 годах. Также во Владивостоке были записаны два концертных альбома и первая песня Роона на русском языке — «Сопки над морем».

## Дискография

### Синглы
- Help Me Through The Night (2001)
- A Million Eyes (2002)
- She’s Gone (2005)

### Студийные альбомы
- The Journey (2010)
- In The Silence Of Light (2012)
- Stardust (2014)
- In The Hearts Of The World (2015)